# Yamamoto Tatsurō
Yamamoto Tatsurō (japanisch 山本 達郎, sein früherer Künstlername war Heisei (平成); geboren 16. Juni 1910 in Tōkyō; gestorben 24. Januar 2001) war ein japanischer Historiker mit dem Schwerpunkt Ostasien und Indien.

## Leben und Wirken
Yamamoto Tatsurō wurde als Sohn der Familie Matsumoto geboren, wurde aber von der großväterlichen Familie Yamamoto adaptiert. Er machte seinen Studienabschluss an der Universität Tōkyō und wurde 1934 Assistent am Tōhōbunkagakuin (東方文化学院), einem bis 1945 existierenden Institut für Ostasienforschung. 1942 wurde er Assistent an der Universität Tōkyō, 1949 Professor, 1966 Dekan der Geisteswissenschaftlichen Fakultät. 1971 wurde er als „Meiyo Kyōju“ verabschiedet. Anschließend übernahm er eine Professur an der „International Christian University“ (国際基督教大学), eine Gastprofessur an der Yale- und an der Cornell-Universität. Er war der erste Präsident der „Gesellschaft der Geschichtswissenschaft Südostasiens“ (東南アジア史学会) und Leiter des „Internationalen Diskussionskreises zur philosophischen Humanwissenschaft“ (国際哲学人文科学協議会, Kokusai tetsugaku jinbunka kyōgikai).
Yamamoto gilt als Begründer der Geschichtswissenschaft Südostasiens und erlangte internationale Anerkennung. 1934 publiziert er „Eroberung des Westens durch Zheng He“ (鄭和の西征, Zheng He no saisei). Weitere Werke sind „Studien zur Geschichte Annams“ (安南史研究, Annam-shi kenkyū) 1950 und „Sichtweise der Geschichte“ (歴史の見方, Rekishi no mikata) 1957.
1949 erhielt Yamamoto die „Mainichi Förderprämie für Wissenschaft“ (毎日学術奨励金, Mainichi gakujutsu shōreikin), 1952 den Preis der Akademie der Wissenschaften. 1964 wurde Yamamoto als Person mit besonderen kulturellen Verdiensten geehrt und im gleichen Jahr mit dem Kulturorden ausgezeichnet.